# Ambulance Nouveau-Brunswick
Pour les articles homonymes, voir Ambulance (homonymie).

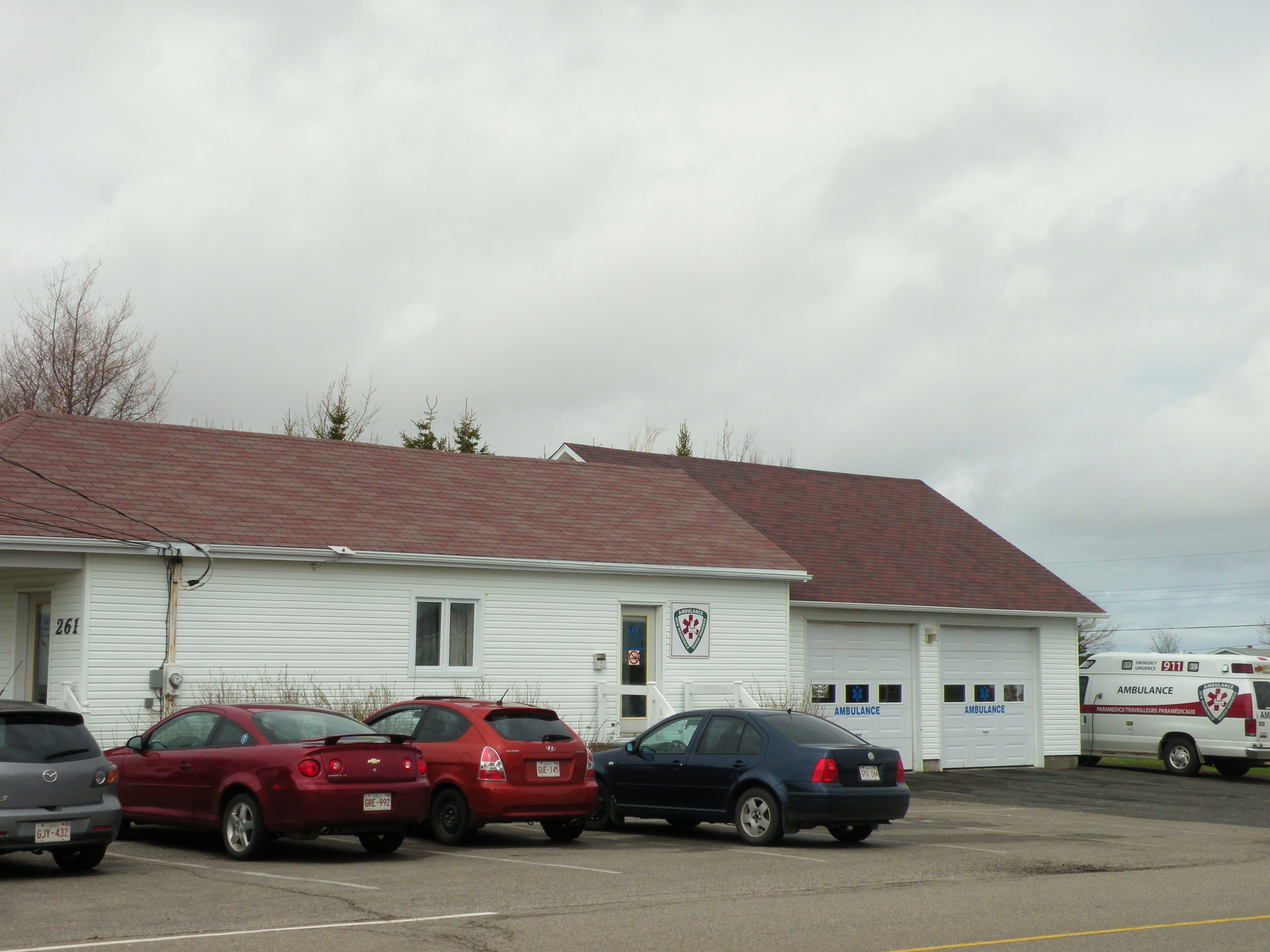
Un poste d'ambulance Nouveau-Brunswick, à Caraquet.

Ambulance Nouveau-Brunswick est une société de la couronne néo-brunswickoise. Créée en 2007, elle fournit des services d'ambulance aériens et terrestres sur tout le territoire de la province.